# Erpetogomphus bothrops
Erpetogomphus bothrops – gatunek ważki z rodziny gadziogłówkowatych (Gomphidae).